# Бзув (Мазовецьке воєводство)
Бзув (пол. Bzów) — село в Польщі, у гміні Збучин Седлецького повіту Мазовецького воєводства.
Населення — 212 осіб (2011).
У 1975—1998 роках село належало до Седлецького воєводства.

## Демографія
Демографічна структура станом на 31 березня 2011 року:
|          | Загалом | Допрацездатний вік | Працездатний вік | Постпрацездатний вік |
| -------- | ------- | ------------------ | ---------------- | -------------------- |
| Чоловіки | 107     | 23                 | 64               | 20                   |
| Жінки    | 105     | 23                 | 58               | 24                   |
| Разом    | 212     | 46                 | 122              | 44                   |